# Cimetière de Hietaniemi
Pour les articles homonymes, voir Hietaniemi (homonymie).
Le cimetière de Hietaniemi (en finnois : Hietaniemen hautausmaa, en suédois : Sandudds begravningsplats) est situé principalement dans la pésinsule de Hietaniemi dans la section de Lapinlahti sauf sa partie septentrionale qui est située dans Etu-Töölö à Helsinki, la capitale de la Finlande.

## Histoire

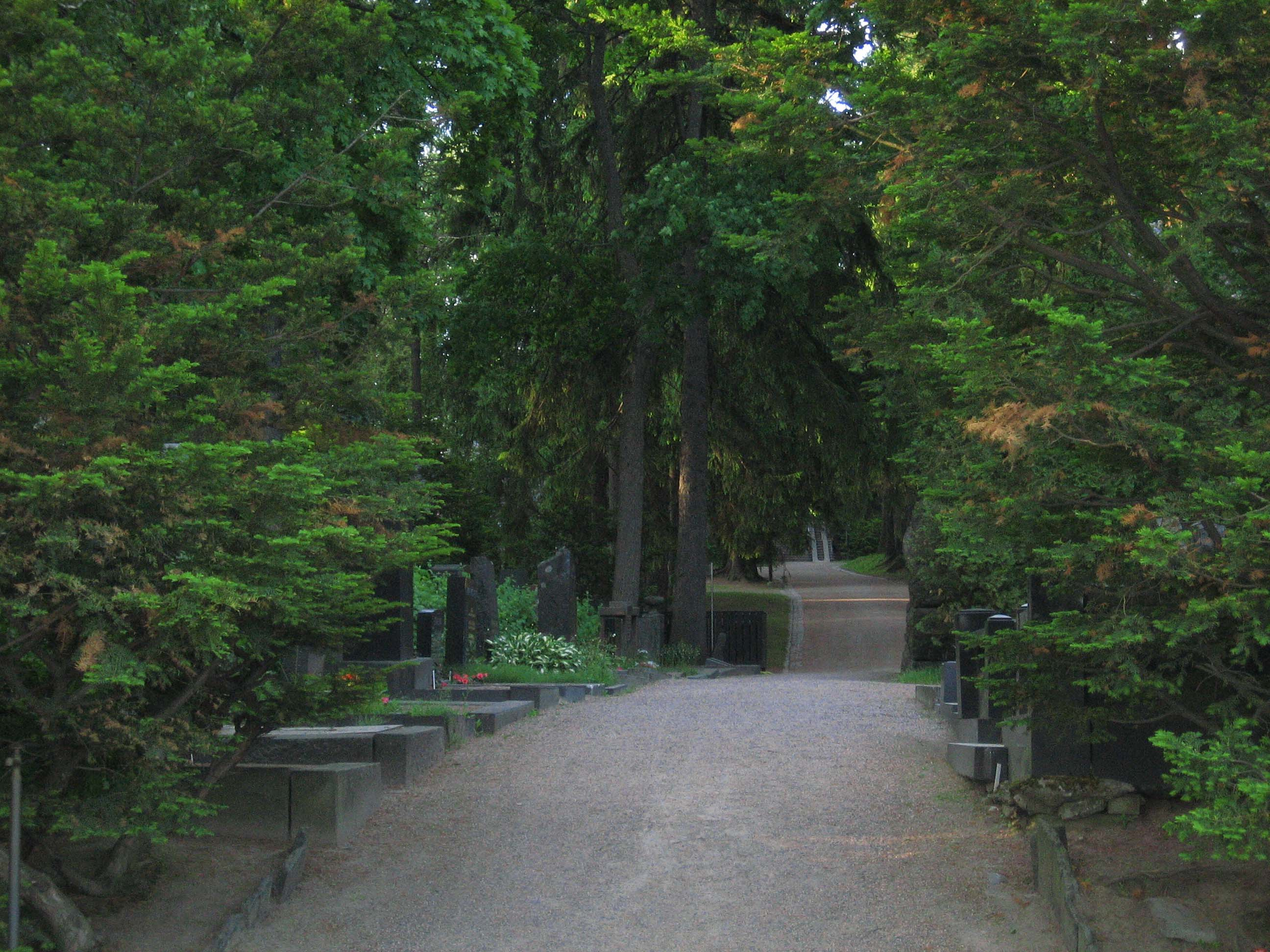
L'une des allées d’accès au cimetière de Hietaniemi. Vue de la plage de Hietaniemi.

### Le Cimetière de Kamppi
Dans les années 1640, la ville d’Helsinki est transférée de l’embouchure de la rivière Vantaanjoki à  Vironniemi. À cette époque les défunts sont enterrés dans un cimetière situé dans l’actuel quartier de Kamppi.

### Cimetière de la place du Sénat
Au début des années 1720, on les enterre dans un cimetière créé autour de l’Église de Ulrika Eleonora et qui se situait dans le coin nord-ouest de la Place du Sénat. Quand on commence à construire l’église Saint Nicolas (appelée de nos jours Cathédrale luthérienne d'Helsinki) l’église Ulrika Eleonora est détruite et le cimetière est fermé en 1827.
Un mémorial en pierre marque l’emplacement de cette ancienne église Ulrika Eleonora sur la Place du sénat.
Des os des anciennes tombes sont apparus à chaque fois qu’il a été nécessaire de creuser sur la place du sénat.

### Cimetière de la Vieille église d'Helsinki
Pour remplacer l’église détruite, Carl Ludvig Engel construit une église «temporaire en bois» (l’actuelle Vieille église d'Helsinki) qui est inaugurée en 1827 et dans laquelle on transfère tous les objets de culte utilisables comme la chaire, les bancs et l’orgue.
Autour de la Vieille église d'Helsinki se trouvait le cimetière de Kamppi où l’on enterre les victimes de la grande famine de la fin du XVIIe siècle, puis les quelque 1 000 morts de l’épidémie de peste de l’année 1710.
Une partie de cet endroit est de nos jours appelé ‘’Parc de la vieille église’’ ou ‘’Parc de la peste’’.
À cette époque le parc est beaucoup plus grand et s’étend entre l’actuel Erottaja et les rues Annankatu et Fredrikinkatu.
À cette époque Helsinki compte près de 10 000 habitants.
Le Parc commence à être trop encombré et on ne peut l’étendre car on a prévu des constructions à ses alentours des deux côtés du Bulevardi.

### Le vieux cimetière
On trouve à l’extérieur des zones d’habitations, à proximité du cimetière orthodoxe d’Helsinki, un meilleur emplacement qui est proche de la plage de Lapinlahti et on l’inaugure en 1829.
Ce lieu est d’abord nommé  Cimetière de Lapinlahti, et de nos jours c’est la partie du cimetière de Hietaniemi que l’on appelle le Vieux cimetière ou la Vieille zone.

### Le nouveau cimetière
En 1864 on agrandit la zone et on inaugure le « Nouveau Cimetière ».
Son entrée est située dans la zone de Leppäsuo, le long de la rue Mechelininkatu.
Les plus anciennes tombes du nouveau cimetière datent des années 1880.

### La zone de Hietaniemi
En 1929 on décide de créer la zone de Hietaniemi d’environ 6 hectares entre le mur d’enceinte et la plage de Hietaniemi
Cette zone était prévue pour accueillir un port pétrolier conçu par l’architecte  Albert Nyberg et l’architecte paysager Paul Olsson.
À la suite du déclenchement de la guerre en 1939, une partie de cette zone sera réservée pour accueillir les tombes des héros qui fut par la suite aménagée différemment des projets de l’époque

### L'hôpital de Maria
La partie de la rue Mechelininkatu située entre la rue Hietaniemenkatu et la rue Itämerenkatu s’appelle Kirkkomaankatu entre 1909 et 1928.
En 1928 on confirme l’appellation de Kalmistokatu.
L’entrée de l’hôpital de Maria est alors à l’adresse 16, rue Lapinlahdenkatu. La polyclinique de l’hôpital est terminée en 1954. Lors de sa conception on s’aperçoit que ‘’rue Kalmistokatu’’ (en français : Rue du cimetière) n’est pas un nom de rue adéquat pour accueillir un hôpital et en 1953 on la rebaptise ‘’rue Mechelininkatu’’. L’hôpital de Maria est alors à l’adresse 1, rue Mechelininkatu.

## Structure du cimetière

### Tombes des héros
Dans cette partie du cimetière, 3164 héros d'Helsinki sont enterrés, dont 644 sont tombés pendant la guerre d'hiver, 2414 durant la guerre de continuation et 101 pendant la guerre de Laponie. Il y a aussi 121 allemands tués pendant la Seconde Guerre mondiale.
En outre, il y a au total 279 héros à Helsinki, enterrés dans d'autres zones du cimetière.
Le plus jeune héros inhumé dans cette zone est le jeune Lauri Martti Hämäläinen âgé de 13 ans quand il est tombé à Salla le 15 juin 1943.

### Carré des urnes funéraires
En 1926, une fondation crée un crématorium à côté du cimetière d'Hietaniemi.
Les cendres sont alors placées dans le colombarium du crématorium.
Dès 1928, la ville d'Helsinki commence à réfléchir à la création d'un colombarium dans le cimetière d'Hietaniemi. Le projet ne se réalisera que plus de deux décennies plus tard quand la ville cédera une parcelle d'une superficie de 2,1 hectares à l'ouest du crématorium.
Le carré conçu par Paul Olsson est inauguré le 23 décembre 1949.
Le columbarium est le dernier agrandissement du cimetière Hietaniemi.
Par la suite, des petites zones pour les urnes funéraires ont été établies dans d'autres parties du cimetière.

### Chapelles

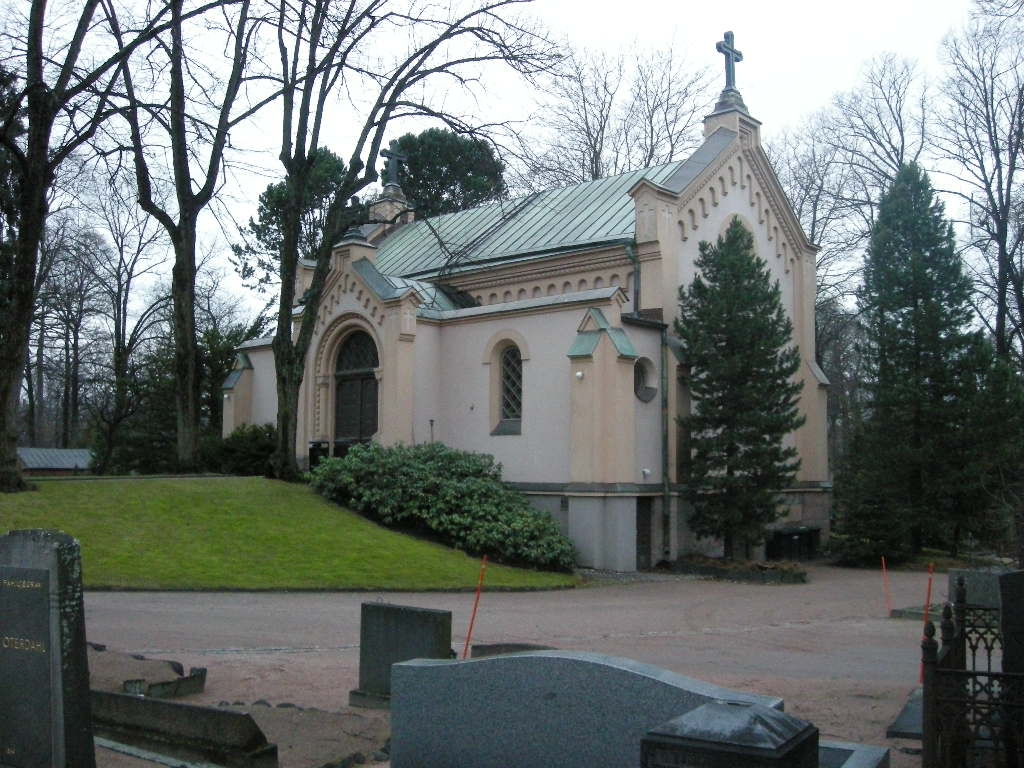
Ancienne chapelle.

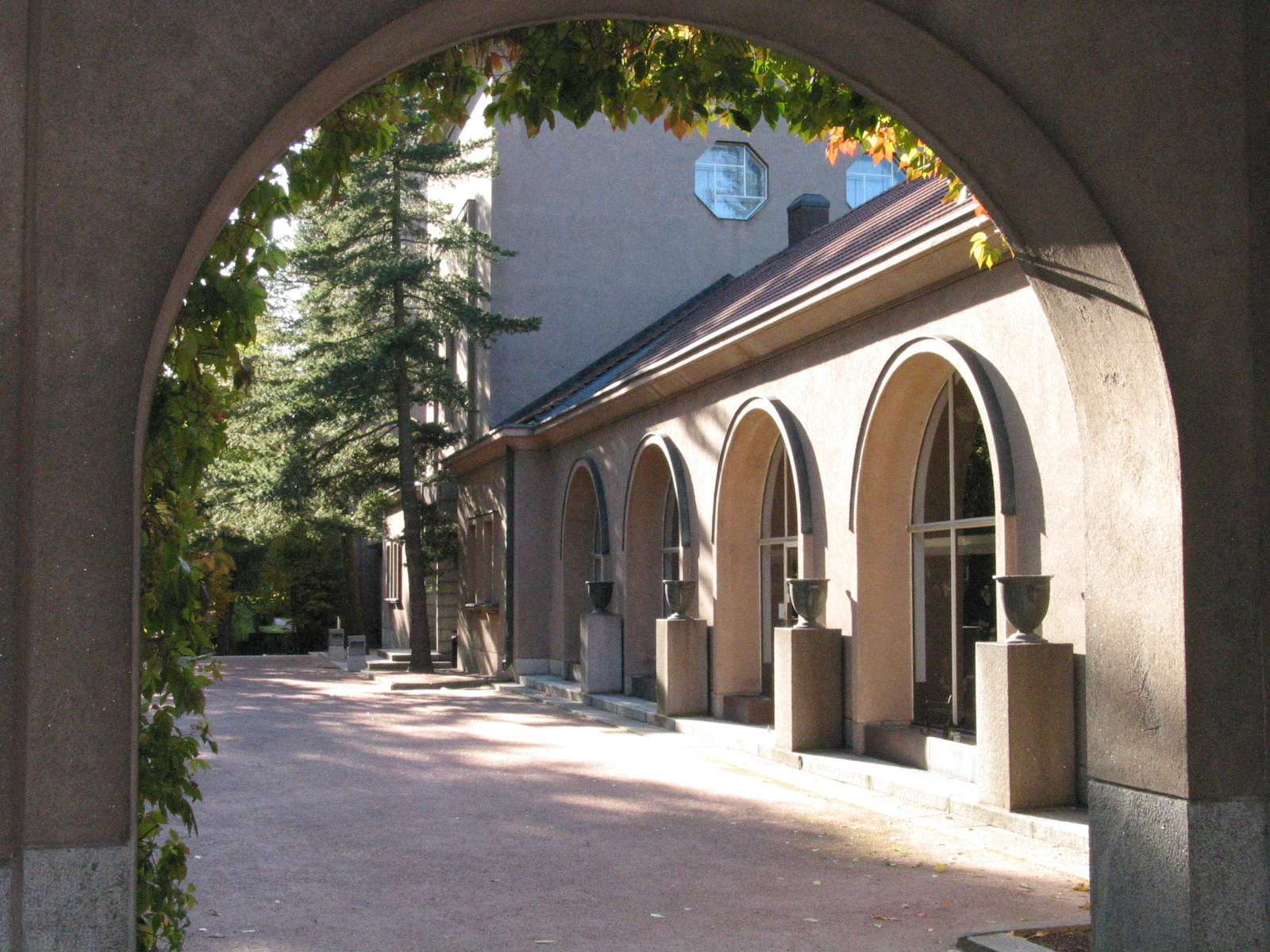
Nouvelle chapelle et columbarium.

Le cimetière de Hietaniemi a deux chapelles ardentes pour la bénédiction des défunts.
- LAncienne Chapelle est située dans lAncienne partie proche du croisement de la rue Mechelininkatu et de la rue pohjoinen rautatiekatu.

Elle a été conçue par l’architecte Theodor Höijer et construite en 1873.
- La Nouvelle Chapelle est dans la Partie de Hietaniemi est elle a été conçue par Albert Nyberg et construite en 1933. Elle est attenante au colombarium et au clocher dont la mélodie en 3 parties est bien connue des visiteurs du cimetière et des habitués de la Plage de Hietaniemi.

### Carré des gardes finlandais
Le cimetière des gardes finlandais, connu sous le nom d'origine de cimetière militaire finlandais, a été fondé en 1833 sur le côté ouest du cimetière orthodoxe, à l'intention des soldats du troisième bataillon de tireurs d'élite de Finlande, c'est-à-dire les gardes finlandais et pour le premier équipage de marins finlandais.
Après l'agrandissement de 1851, le cimetière a une superficie de 8800 mètres carrés. La garde finlandaise a alors sa propre paroisse, qui est abolie au début de 1914.
À cette époque, le Sénat decide de transférer la gestion du cimetière à la paroisse évangélique luthérienne de Helsinki.
Aujourd'hui, le cimetière de la garde de Finlande fait partie intégrante du cimetière d'Hietaniemi.

### Colline des artistes
La Colline des artistes, est la zone 21a du vieux cimetière, située sur le côté gauche de l'allée principale, à une centaine de mètres de l'entrée de Mechelininkatu.
Seuls des artistes très respectés sont enterrés sur la colline des artistes, notamment des écrivains, compositeurs et musiciens, peintres, acteurs, sculpteurs et artistes du divertissement.
Leurs conjoints ont également droit à être inhumés sur la colline des artistes.
Cinquante artistes sont inhumés sur le site. En février 2010, Pentti Kaskipuro, artiste graphique, a reçu le dernier lieu de sépulture. Une fois la colline des artistes remplie, aucune nouvelle zone ne sera établie dans le cimetière,.

## Personnalités éminentes inhumées au cimetière de Hietaniemi

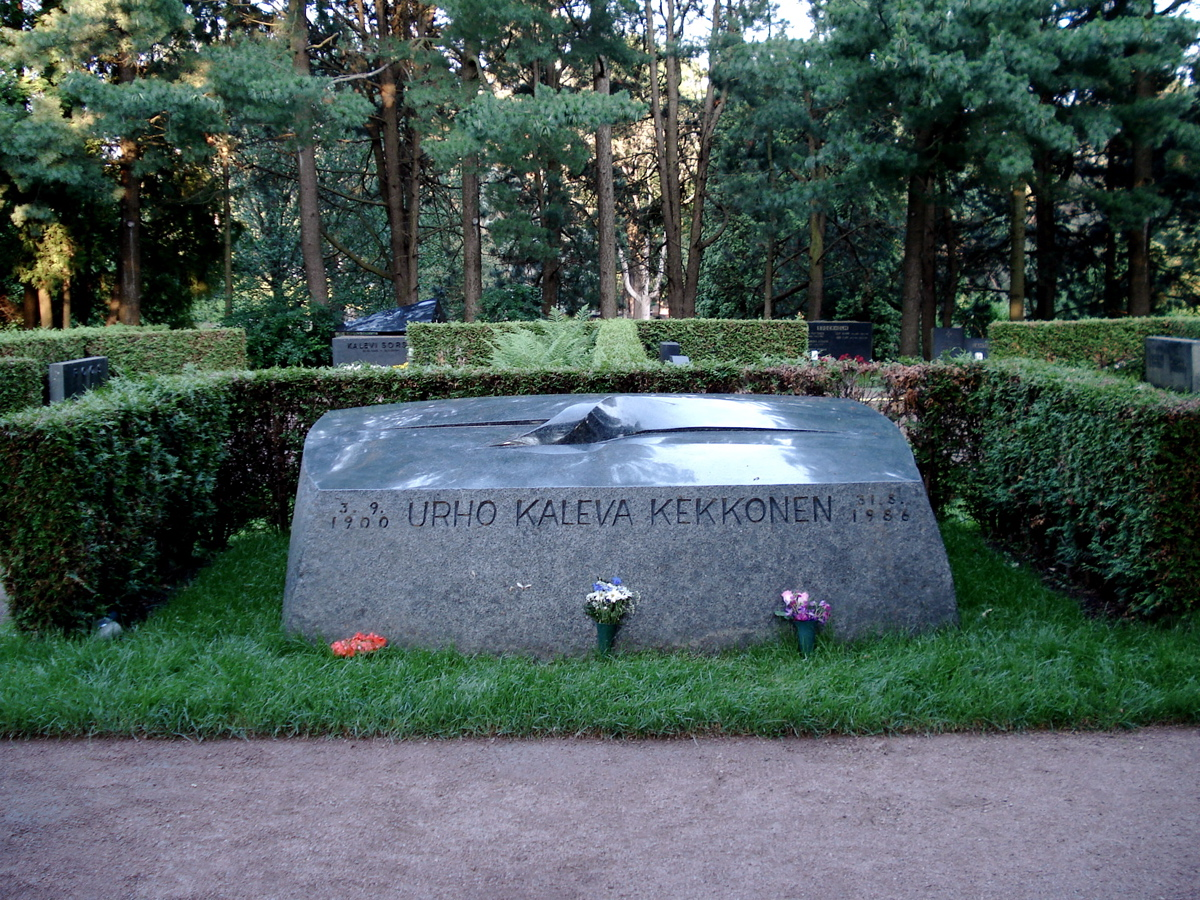
La tombe d'Urho Kekkonen.

### Présidents de la République de Finlande
Les présidents sont inhumés dans la zone de Hietaniemi, sauf Kaarlo Juho Ståhlberg, qui est inhumé dans la zone nouvelle.
- Kaarlo Juho Ståhlberg
- Lauri Kristian Relander
- Risto Ryti
- Carl Gustaf Emil Mannerheim
- Juho Kusti Paasikivi
- Mauno Koivisto

Parmi les présidents seuls Pehr Evind Svinhufvud et Kyösti Kallio ne reposent pas à Hietaniemi; ils sont inhumés dans leur lieu de naissance, Luumäki et Nivala.

### Personnes inhumées sur lacolline des Artistes
- Alvar Aalto, architecte
- Aino Marsio-Aalto, architecte, première épouse de Alvar Aalto
- Elissa Aalto, architecte, seconde épouse de Alvar Aalto
- Erik Bergman, compositeur
- Rut Bryk, céramiste
- Walentin Chorell, écrivain
- Ella Eronen, acteur, conteur
- Mauri Favén, artiste peintre
- Akseli Gallen-Kallela, artiste peintre
- George de Godzinsky, chef d'orchestre
- Maggie Gripenberg, danseuse
- Walton Grönroos, chanteur d'opéra, directeur d'opéra
- Heimo Haitto, violoniste
- Tauno Hannikainen, chef d'orchestre
- Juhani Harri, photographe
- Eva Hemming, danseur
- Eila Hiltunen, sculpteur
- Yrjö Jyrinkoski, conteur
- Aimo Kanerva, artiste peintre
- Åke Lindman, acteur, réalisateur
- Paavo Liski, acteur, directeur de théâtre
- Reko Lundán, écrivain, metteur en scène
- Tarmo Manni, acteur
- Usko Meriläinen, compositeur, critique d'art
- Timo Mikkilä, pianiste
- Onni Okkonen, historien de l'art, critique d'art
- Yrjö Ollila, artiste peintre
- Selim Palmgren, compositeur
- Spede Pasanen, artiste de shows, réalisateur, inventeur
- Otso Pietinen, cinéaste
- Lasse Pihlajamaa, harmoniciste, compositeur
- Marjatta Pokela, compositeur, chanteur
- Martti Pokela, professeur, joueur de kantele
- Sakari Puurunen, metteur en scène, directeur de théâtre
- Essi Renvall, sculpteur
- Paavo Rintala, écrivain
- Olli-Matti Ronimus, poète
- Sylva Rossi, acteur
- Timo Sarpaneva, designer
- Solveig von Schoultz, écrivain
- J. S. Sirén, architecte
- Aimo Tukiainen, sculpteur
- Bruno Tuukkanen, artiste peintre
- Mika Waltari, écrivain
- Edward Vesala, musicien de jazz, compositeur
- Elina Vaara, poète
- Jorma Weneskoski, musicien de jazz
- Usko Viitanen, musicien de jazz
- Heikki W. Virolainen, sculpteur
- Tapio Wirkkala, professeur, designer
- Jack Witikka, acteur
- Eeva-Kaarina Volanen, acteur

### Autres personnalités

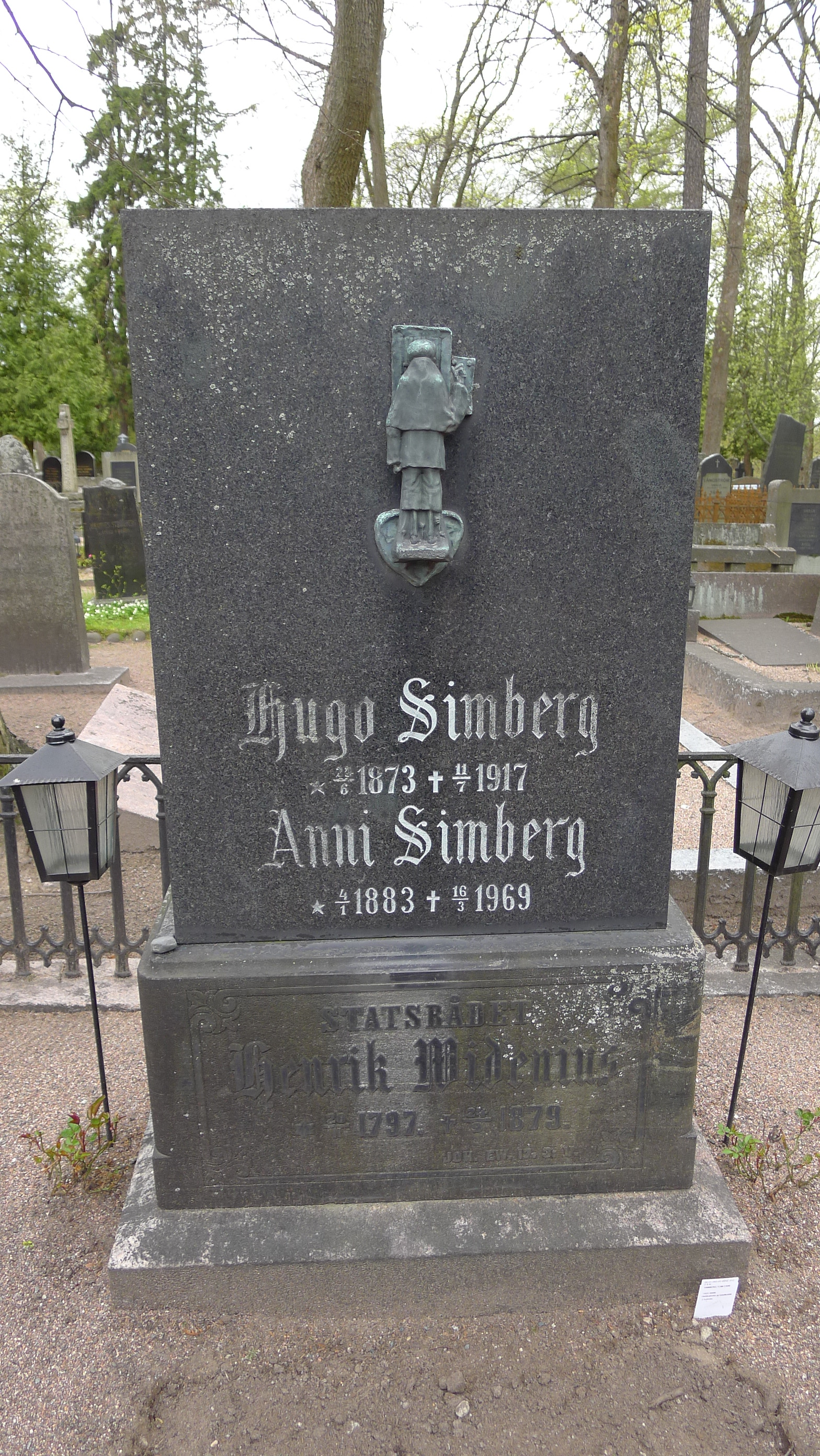
Tombe d'Hugo Simberg.

#### Ancienne zone
- Ida Aalberg, actrice
- August Ahlqvist, poète
- Maria Andersson
- Vivica Bandler, directeur de théâtre
- Kaarlo Bergbom, fondateur de théâtre
- Henrik Borgström
- Paavo Cajander, poète, traducteur
- Fredrik Cygnaeus
- Johan Richard Danielson-Kalmari, homme politique
- Albert Edelfelt, artiste peintre
- Johan Albrecht Ehrenström, urbaniste
- Carl Ludvig Engel, architecte
- Carl Enckell, diplomate
- Verna Erikson, activiste
- Eero Erkko, journaliste
- Eljas Erkko, journaliste
- Erik von Frenckell, homme politique
- Hannes Gebhard
- Martti Haavio, académicien
- Aale Tynni, poète
- Aaro Hellaakoski, poète
- Jyrki Hämäläinen
- Theodor Höijer, architecte
- Viktor Jansson, sculpteur
- Tove Jansson, écrivain
- Risto Jarva, réalisateur
- Robert Kajanus, chef d'orchestre
- Aino Kallas, écrivain
- Aurore Karamzine
- Uuno Klami, académicien, compositeur
- Yrjö Sakari Yrjö-Koskinen, sénateur

- Pekka Kuusi, directeur
- Aarre Lauha, prêtre
- Curt Lincoln
- Leevi Madetoja, compositeur
- Urho Muroma
- L. Onerva, poète
- Sophie Mannerheim
- Leo Mechelin, homme d'État
- Edvard Engelbert Neovius
- Frithiof Nevanlinna, professeur
- Harri Nevanlinna, professeur
- Otto Nevanlinna
- Rolf Nevanlinna, académicien
- Saara Nevanlinna, professeur
- Johan Mauritz Nordenstam, sénateur
- Fredrik Pacius, compositeur
- Lauri Posti, académicien, professeur
- Armas J. Pulla, écrivain
- Anders Edvard Ramsay, général
- Georg Edvard Ramsay, général
- Alpo Sailo, sculpteur, artiste peintre
- Helene Schjerfbeck, artiste peintre
- Hugo Simberg, artiste peintre
- Johan Vilhelm Snellman, homme d'État
- Fabian Steinheil
- Robert Stigell, sculpteur
- Heinrich Georg Franz Stockmann, commerçant
- Niilo Tarvajärvi, journaliste
- Clas Thunberg, sportif
- Zacharias Topelius, écrivain
- Ralf Törngren, homme politique
- Rudolf Walden, général
- Georg August Wallin
- Martin Wegelius, compositeur
- Voitto Viro
- Väinö Voionmaa, homme politique
- Magnus von Wright, artiste peintre
- Rosina Heikel, femme médecin

#### Zone nouvelle
- Heikki Aaltoila, compositeur
- Sinikka Arteva, journaliste
- Anni Collan
- Uno Cygnaeus
- Juhana Heikki Erkko, poète
- Karl-August Fagerholm, homme politique
- Karl Fazer, industriel
- Eelis Gulin, prêtre
- Ilmari Hannikainen, compositeur
- Veikko Hursti
- Lauri Ingman, homme politique
- Tuure Junnila, homme politique
- Elmo Kaila
- Inkeri Kajava, écrivain, artiste peintre
- Viljo Kajava, écrivain
- Ahti Karjalainen, homme politique
- Sylvi Kekkonen, écrivain
- Heikki Klemetti
- Rudolf Koivu, artiste peintre
- Hannes Konno, compositeur, chef d'orchestre
- Birgit Kronström, acteur
- Toivo Kuula, compositeur
- Toivo Kärki, compositeur
- Edvin Laine, réalisateur
- Eino Leino, poète
- Axel Lille, homme politique,
- Aarre Merikanto, compositeur
- Oskar Merikanto, compositeur
- Ukri Merikanto, sculpteur
- Algot Niska
- Markus Rautio
- Joel Rinne, acteur
- Heikki Ritavuori, homme politique
- Walter Runeberg, sculpteur
- Yrjö Ruutu
- Hannes Ryömä, homme politique
- Mauri Ryömä, homme politique
- Eetu Salin, journaliste
- Ville-Veikko Salminen, acteur
- Eemil Nestor Setälä, professeur
- Aarne Sihvo, général
- Martti Simojoki, prêtre
- Elvi Sinervo, poète
- Bobi Sivén
- Arto Sotavalta, chanteur
- Einari Teräsvirta, architecte
- Robert Tigerstedt, professeur
- Esko Toivonen
- Martti Välikangas, architecte
- Kaapo Wirtanen, artiste peintre
- Pentti Irjala
- Aku Korhonen
- Uuno Laakso
- Risto Mäkelä
- Jalmari Rinne
- Unto Salminen
- Jussi Snellman
- Ruth Snellman
- Rauli Tuomi

#### Zone de Hietaniemi
- Siiri Angerkoski, acteur
- Teuvo Aura, homme politique
- Kim Borg, chanteur

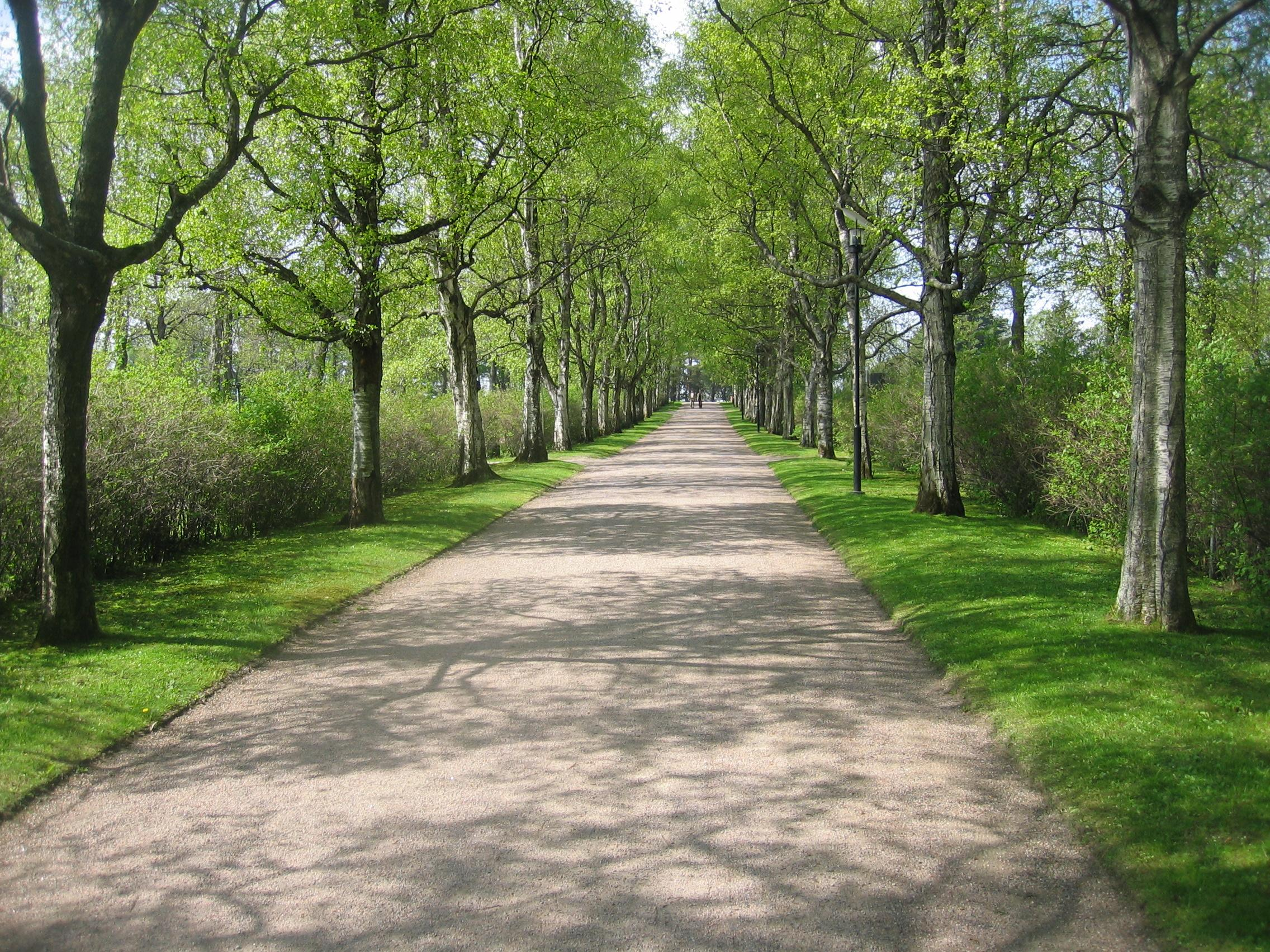
Zone de Hietaniemi.

- Aimo Kaarlo Cajander, homme politique
- Adolf Ehrnrooth, général
- Hilding Ekelund, architecte
- Saulo Haarla, acteur
- Antti Hackzell, homme politique
- Harri Holkeri, homme politique
- Eero Järnefelt, professeur, artiste peintre
- Uuno Kailas, poète
- Kyösti Karhila
- Erkki Karu, réalisateur

- Toivo Mikael Kivimäki, homme politique
- Kauko Käyhkö, acteur
- Gunnar Lihr
- Keijo Liinamaa, homme politique
- Edwin Linkomies, homme politique
- Armand Lohikoski, réalisateur
- Lauri Malmberg
- Eugen Malmstén, compositeur
- Georg Malmstén, compositeur, chef d'orchestre
- Ragni Malmstén, chanteur
- Otto Manninen, poète
- Erkki Melartin, compositeur
- Anna Mutanen, chanteur
- Ernst Nevanlinna, homme politique, professeur
- Matti Paasivuori, homme politique
- Jukka Rangell, homme politique
- Juha Rihtniemi, homme politique
- Ilmari Salomies, prêtre

- Kaarlo Sarkia, poète
- Antti Satuli
- Artur Sirk
- Aili Somersalmi, acteur
- Urho Somersalmi, acteur
- Kalevi Sorsa, homme politique
- Anni Swan, écrivain
- Toivo Särkkä, réalisateur
- Väinö Tanner, homme politique
- Alexander Tunzelman von Adlerflug
- Sakari Tuomioja, homme politique
- Algot Untola, écrivain
- Edvard Valpas-Hänninen, journaliste
- Juho Vennola, homme politique
- Paavo Virkkunen, homme politique
- A. I. Virtanen, chimiste
- Kauno Wirtanen, pianiste
- Hella Wuolijoki, écrivain
- Arvo Ylppö, professeur

#### Jardin des urnes
- Eero Antikainen, homme politique

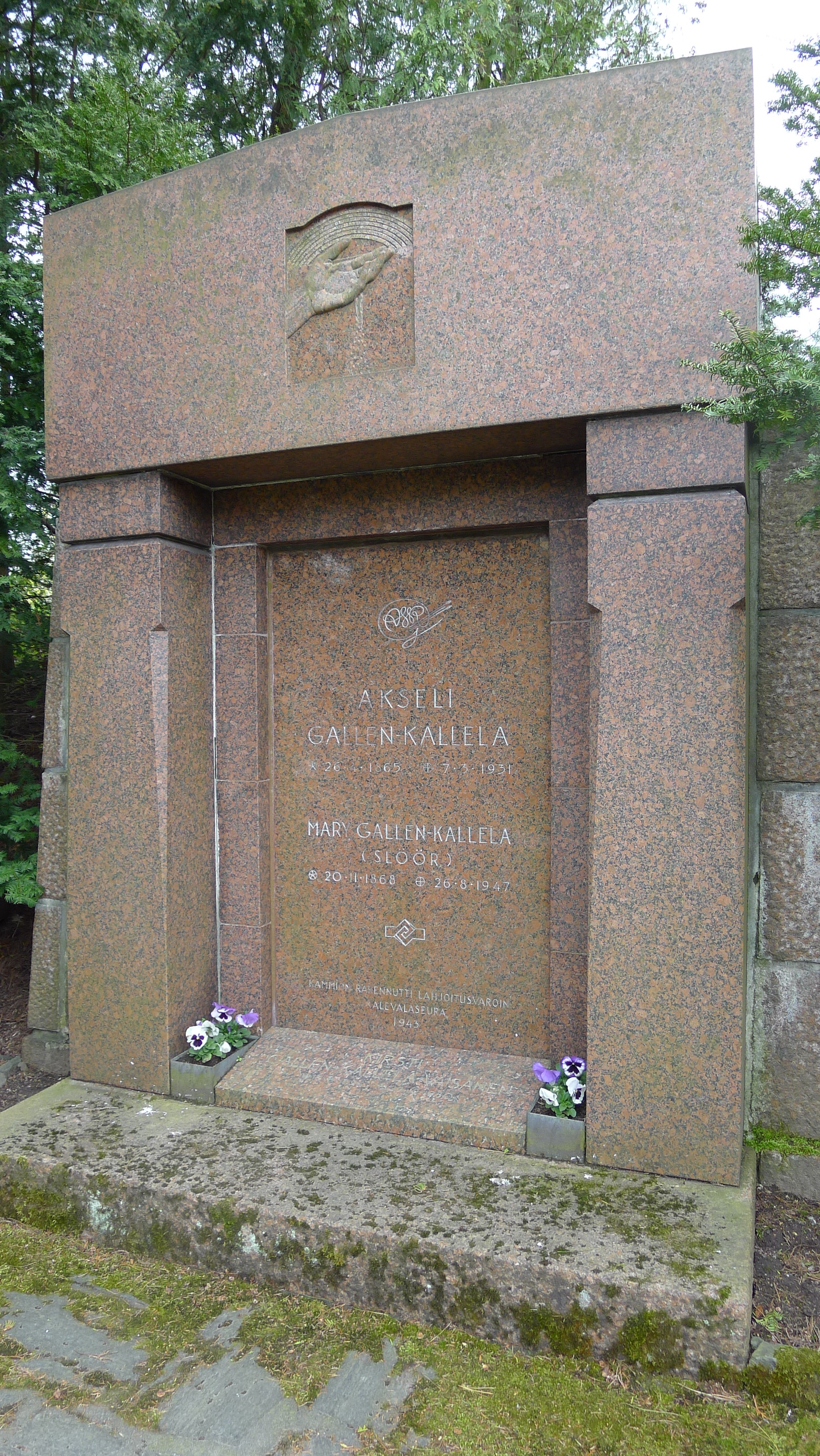
Tombe de Gallen Kallela.

- Nils-Eric Fougstedt, chef d'orchestre
- Ilpo Hakasalo, journaliste
- Tony Halme, homme politique
- Cisse Häkkinen, musicien
- Martti Jukola, journaliste
- Eino Jurkka, acteur, directeur de théâtre
- Emmi Jurkka, acteur, directeur de théâtre
- Jussi Jurkka, acteur
- Heino Kaski, compositeur
- Juhani Kumpulainen, acteur,
- Arvo Kuusla, acteur
- Irja Kuusla, acteur
- Erkki Melakoski, compositeur
- Nils Mustelin, professeur
- Masa Niemi, acteur
- Assi Nortia, acteur
- Jorma Ojaharju, écrivain
- Olavi Paavolainen, écrivain
- L. A. Puntila, homme politique
- Saara Ranin, acteur
- Aarno Ruusuvuori, architecte
- Orvo Saarikivi, réalisateur
- Jukka Sipilä, acteur,
- Harri Sirola, écrivain
- Teija Sopanen
- Penna Tervo, homme politique
- Raimo Utriainen, sculpteur
- Juha Vainio, chanteur
- Sulo Wuolijoki, homme politique, écrivain

#### Cimetière de la Garde
- Aleksei Apostol, chef d'orchestre
- Holger Fransman, professeur
- Adolf Leander, chef d'orchestre
- Lenni Linnala, chef d'orchestre
- Armas-Eino Martola, général
- Martti Parantainen, chef d'orchestre
- Albert Puroma, général
- Artturi Rope, chef d'orchestre
- Wäinö Sola, chanteur
- Ville-Poju Somerkari, général
- Mika Tiivola
- Arvi Kalsta, homme politique
- Väinö Valve, général